# 鉄道国際協力機構
鉄道国際協力機構（てつどうこくさいきょうりょくきこう）は、世界各国の政府および鉄道事業者によって組織される国際機関の1つ。略称はOSShD、OSZhD、OSJD（ロシア語 : ОСЖД, Организация Сотрудничества Железных Дорог、中国語 : 铁组,铁路合作组织、英語 : Organization for Cooperation of Railways）。本部はワルシャワ（ポーランド）。1956年6月28日にソフィア（ブルガリア）で開かれた東側諸国の鉄道運輸相会議で、東側の鉄道事業に関する国際機関として機構の設立を決め、翌1957年9月1日に発足した。

## 概要
西側諸国が中心の国際鉄道連合（UIC）に対し、ソビエト連邦をはじめとする東側諸国の鉄道所管官庁と鉄道事業体で発足した。発足当初の加盟国は経済相互援助会議（COMECON）加盟の12カ国。のちキューバが加盟して13カ国となった。1992年以降、東欧の民主化でロシア（ソ連）から分離独立した各国が新たに加盟。1997年にはイランが、2018年には韓国が加盟し、現在は閣僚級会議に29カ国、一般理事会に27鉄道事業体が加盟している。
鉄道事業者のみで構成するUICと異なり、加盟各国政府の鉄道運輸所管閣僚で構成する「閣僚級会議」（Совещание Министров）と、鉄道事業体で構成する「一般理事会」（Конференция Генеральных директоров）で構成される。閣僚級会議は機構の最高決定機関として機構の政策を協議し、実務レベルの調整を一般理事会が所管している。
このほか、東側諸国と路線がつながっているフィンランドおよびギリシャ、UIC本部国のフランス、旧東ドイツ国鉄が加盟していたドイツなど6カ国の6鉄道事業体が「オブザーバー」（Наблюдатели）として、また電気、車両メーカー、国際列車運行会社など民間企業35社が「企業会員」（Присоединенные предприятия）としてそれぞれ参加している。
ソ連および中国を介した東欧圏およびアジア圏の（旧）社会主義諸国の国際鉄道輸送の調整を主な機能とし、欧州－アジア間の旅客輸送、貨物輸送および車両使用の連携について加盟国間の合意を結んでいるほか、国際間のダイヤや車両運用の調整にあたっている。また、加盟国すべての鉄道信号方式をOSShD方式で統一したほか、東側諸国の客車の国際標準規格（OSShD規格）も制定した。
1990年代以降、西側諸国の先進鉄道技術を東側に移入して各国鉄道の近代化を促進した。現在はUICや民間企業と連携して、欧州－アジア間の国際貨物鉄道輸送ルートの確立、新しい座席予約システムなどの旅客情報システム開発などに力を入れている。加盟国数はUICに比べ大幅に少ないものの、27カ国の路線総延長は29万6548キロで、世界の全鉄道路線の約3分の1を占めている。チェコ、スロバキア（旧チェコスロバキア）など第二次世界大戦前からUICに加盟していた一部の国を除き、ほとんどの国が1990年代以降、UICにも加盟している。
2018年、南北分断路線の再連結を視野に入れた韓国がOSShDに加盟した。

### OSShD規格客車

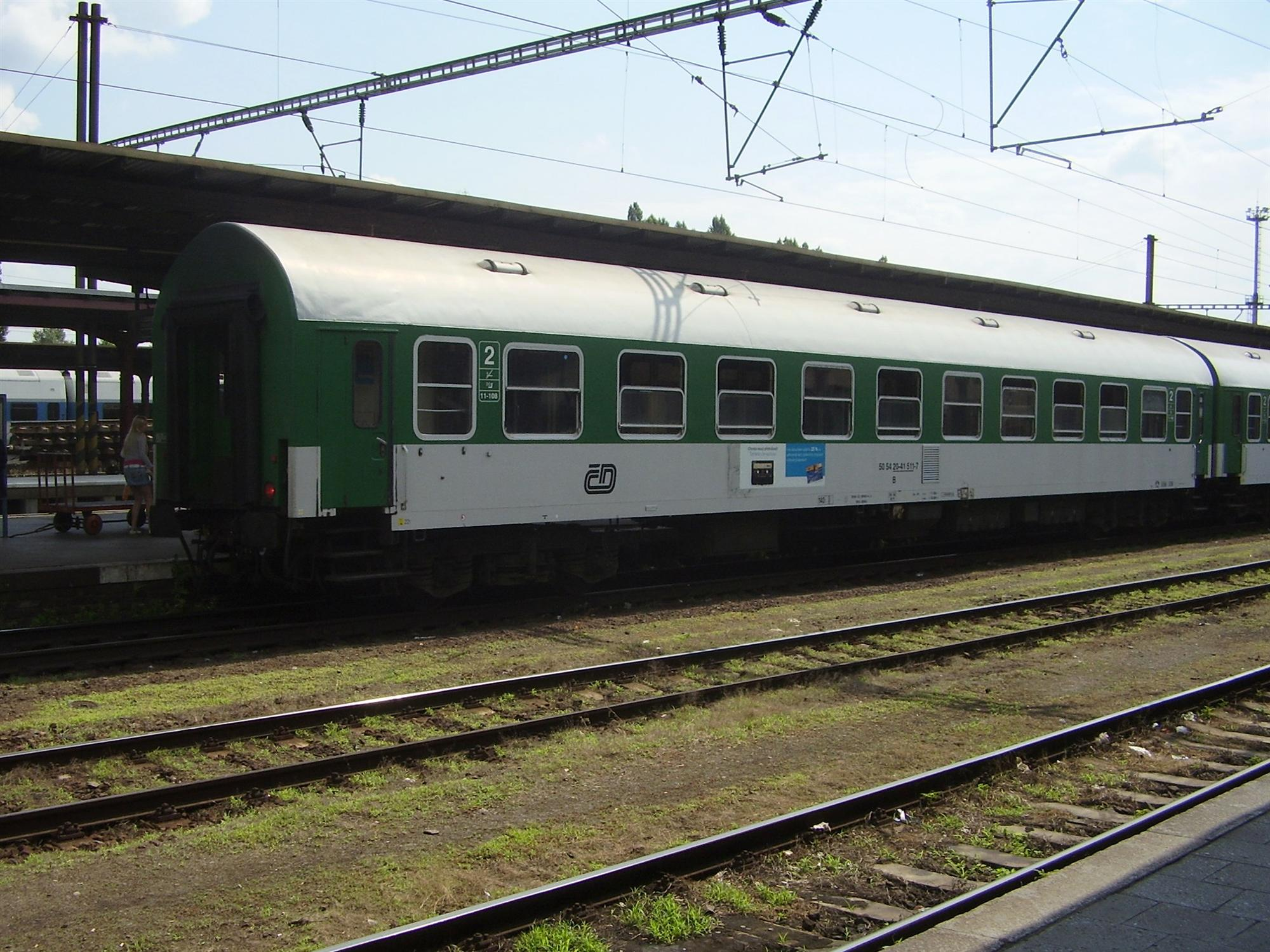
OSShD規格客車（チェコ鉄道）

標準軌用客車規格の「OSShD-B」形は、ドイツ国営鉄道が1962年に開発したバッファー長間24.5m・ゲルリッツV形台車使用の新世代客車を基本に策定されたもので、1968年にはOSShD-Bをベースに、UIC規格に準拠した設計に改めた「OSShD-Y」形客車が登場した。
車両は東独の人民所有会社バウツェン車両製造（VEB Waggonbau Bautzen）と人民所有会社ゲルリッツ車両製造（VEB Waggonbau Görlitz）で新製され、東欧圏のOSShD加盟国に供給された。
OSShD-Y形客車は、OSShD-Bに比べ深いカーブの特徴的な屋根を持ち、現在も旧東欧圏を中心に主力客車として活躍している。国際列車のユーロシティ用などとして、西側諸国の水準に合わせてリニューアルや高速化工事を施された車両も少なくない。また用途廃止後売却され、アフリカなど発展途上国の鉄道事業者で使用されている車両もある。

## 加盟国・鉄道事業体

### 閣僚級会議[1]
- アゼルバイジャン -  中央政府鉄道輸送担当庁長官（アゼルバイジャン鉄道株式非公開会社社長）
- アルバニア - 公共事業運輸通信大臣
- アフガニスタン
- ベラルーシ - ベラルーシ鉄道総裁
- ブルガリア - 運輸情報通信技術大臣
- ハンガリー - 国土開発大臣
- ベトナム - 運輸大臣
- ジョージア - ジョージア鉄道有限責任会社経営委員会議長・最高経営責任者
- イラン - 道路交通副大臣（イラン・イスラーム共和国鉄道会長兼社長）
- カザフスタン - 運輸通信大臣
- 中国 - 鉄道部長
- 北朝鮮 - 鉄道庁長官
- 韓国 - 国土交通部長官
- キューバ - 運輸大臣
- キルギス - 運輸通信大臣
- ラトビア - 運輸大臣
- リトアニア - 運輸通信大臣
- モルドバ - 運輸道路施設大臣
- モンゴル - 道路運輸建設都市開発大臣
- ポーランド - 運輸建設海洋経済産業大臣
- ロシア - 運輸大臣
- ルーマニア - 運輸施設大臣
- スロバキア - 運輸建設地域開発大臣
- タジキスタン - タジキスタン鉄道国営集合企業体総裁
- トルクメニスタン - 鉄道運輸大臣
- ウズベキスタン - 鉄道輸送担当庁長官（ウズベキスタン鉄道国有株式会社社長）
- ウクライナ -  ウクライナ鉄道輸送公社総局長
- チェコ - 運輸大臣
- エストニア - 経済通信大臣

### 一般理事会[2]
- アゼルバイジャン鉄道株式非公開会社 (Azərbaycan Dəmir Yolları, ADY)
- アフガニスタン鉄道公社 (اداره مستقل راه آهن آفغانستان, ARA)
- ベラルーシ鉄道 (Белорусская железная дорога, БЧ)
- ブルガリア国有鉄道持株会社 (Болгарские государственные железные дороги, Холдинг БДЖ）
- ハンガリー国有鉄道株式会社 (Magyar Államvasutak, MÁV)
- ベトナム鉄道国営会社 (Đường sắt Việt Nam, ĐSVN)
- ジョージア鉄道有限責任会社 (საქართველოს რკინიგზა, GR)
- イラン・イスラーム共和国鉄道 (شركت راه آهن جمهوری اسلامی ایران, IRIR)
- カザフスタン鉄道国有企業体株式会社 (Қазақстан темір жолы, КЗХ)
- キルギス鉄道国有企業体国営会社 (Кыргыз темир жолу, КРГ)
- 中華人民共和国鉄道部 (中华人民共和国铁道部, KZD)
- 朝鮮民主主義人民共和国鉄道省（조선민주주의인민공화국철도성, ZC）
- 韓国鉄道公社（한국철도공사, KORAIL）
- ラトビア鉄道国有株式会社 (Latvijas dzelzceļš, LDz)
- リトアニア鉄道株式会社 (Lietuvos Geležinkeliai, LG)
- モルドバ鉄道国営会社 (Calea Ferată din Moldova, CFM)
- モンゴル鉄道株式会社 (Монголын төмөр зам, МТЗ)
- ポーランド国有鉄道株式会社 (Polskie Koleje Panstwowe, PKP)
- ロシア鉄道株式公開会社 (Российские железные дороги, РЖД)
- ルーマニア鉄道国有企業体株式会社 (Societatea Națională Căile Ferate Române, CFR)
- 鉄道企業体カーゴ・スロバキア株式会社 (Železničná spoločnosť Cargo Slovakia, ZSSK Cargo)
- タジキスタン鉄道国営集合企業体 (Рохи охани Точикистон, РОТ)
- トルクメニスタン鉄道運輸省（英語版） (Министерство железнодорожного транспорта Туркменистана, ТРК) / トルクメニスタン鉄道（英語版） (Türkmen demir ýollary, TDÝ)
- ウズベキスタン鉄道国有株式会社 (Oʻzbekiston Temir Yoʻllari, OʻTY)
- ウクライナ鉄道輸送公社（Державна Адміністрація залізничного транспорту України, УЗ）
- チェコ鉄道株式会社 (Ceské dráhy, ČD)
- エストニア鉄道株式会社 (Eesti Raudtee, EVR)

### オブザーバー[3]
- ドイツ鉄道株式会社 (Deutsche Bahn, DB)
- ギリシャ鉄道公団 (Οργανισμός Σιδηροδρόμων Ελλάδος, ΟΣΕ)
- 商工業的公施設法人フランス国有鉄道 (Societé National de Chemins de Fer Françaises, SNCF)
- フィンランド国有鉄道株式会社 (Suomen Valtionrautatiet, VR)
- 公共企業体セルビア鉄道 (Железнице Србије, ЖС)
- ジュール=ショプロン=エーベンフルト鉄道株式会社 (ハンガリー語: Győr–Sopron–Ebenfurti Vasút, GySEV / ドイツ語: Raab-Ödenburg-Ebenfurter Eisenbahn, ROeEE)

### 企業会員[4]
- インターコンテナ=インテルフリゴ (鉄道貨物輸送、スイス、Intercontainer - Interfrigo)
- ポルコント有限責任会社（コンテナ製造販売・リース、ポーランド、POLKONT Sp. z o.o.）
- アクストーン有限責任会社（車両緩衝器製造、ポーランド、AXTONE sp. z o.o.）
- レールテック・インターナショナル株式会社（レール溶接・鉄道施設保守、フランス、Railtech International S.A.）
- レールテック・スラヴヤナ有限責任会社（レール溶接・鉄道施設保守、チェコ、Railtech Slavjana, s.r.o.）
- 石油化学製品輸送公社（鉄道貨物輸送、ロシア、ГП "Нефтехимтранс"）
- KPMコンサルト株式会社（輸送関連教育コンサルタント、チェコ、KPM CONSULT, a.s.）
- セルヴトランス・インヴェスト株式会社（鉄道貨物輸送、ルーマニア、SERVTRANS INVEST S.A.）
- CTLロジスティクス有限責任会社（鉄道貨物輸送、ポーランド、CTL Logistics Sp. z o.o.）
- トランステレコム企業体株式非公開会社（電話通信事業、ロシア、ЗАО"Компания ТрансТелеКом"）
- カズフォスファト有限責任会社（総合化学品製造・貨物鉄道輸送、カザフスタン、«Казфосфат» ЖШС）
- イェリト企業体有限責任会社（鉄道貨物輸送用情報システム開発、チェコ、JERID spol. s r.o.）
- ムロム転轍機工業株式公開会社（転轍機製造、ロシア、OАO "Муромский стрелочный завод"）
- RDMモルドバ=ウクライナ共同科学生産会社（超音波探傷器製造、モルドバ、Совместное Молдово-Украинское научно-производственное предприятие "РДМ" СРЛ）
- ルーマニア鉄道グループ株式会社（鉄道貨物輸送、ルーマニア、Grup Feroviar Român S.A.）
- エレクトロ=テルミット有限責任株式会社（レール溶接・鉄道施設保守、ドイツ、Elektro-Thermit GmbH&Co.KG）
- ウニフェルトランス株式会社（鉄道貨物輸送、ルーマニア、UNIFERTRANS S.A.）
- ケルチ転轍機工業有限責任会社（転轍機製造、ロシア、OOO "Керченский стрелочный завод"）
- PESAビドゴシュチ株式会社（鉄道車両製造、ポーランド、PESA Bydgoszcz S.A.）
- STM有限責任会社（鉄道貨物輸送用情報システム開発、ロシア、OOO "СТМ"）
- プラスケ株式会社（鉄道貨物輸送、ウクライナ、AO "ПЛАСКЕ"）
- 鉄道調査研究所株式会社（鉄道技術研究、チェコ、Výzkumný Ústav Železniční a.s.）
- ドニプロペトロウシク転轍機工業公共株式会社（転轍機製造、ウクライナ、ПАТ "Дніпропетровський стрілочний завод"）
- ベータモント有限責任会社（信号施設製造保守、スロバキア、BETAMONT, s.r.o.）
- レール・カーゴ・ハンガリー有限責任会社（鉄道貨物輸送、ハンガリー、Rail Cargo Hungaria Zrt.）
- モストゲオセントレ金融建設企業体有限責任会社（橋梁施工保守、ロシア、ООО ФСК "МостГеоЦентр"）
- プラッサー&トイラー (軌道保守用重機製造、オーストリア、Plasser&Theurer)
- ポルツーク・インターモーダル有限責任会社（国際貨物輸送、ドイツ、POLZUG Intermodal GmbH）
- 第一貨物企業体株式公開会社（鉄道貨物輸送、ロシア、ОАО "Первая грузовая компания"）
- マクス・ベグル有限責任株式会社（土木建設、ドイツ、MAX BÖGL GmbH& Co.）
- トレイン・ウクライナ有限責任会社（鉄道貨物輸送、ウクライナ、ТРЕЙН УКРЕЙН, ТОВ）
- ザカルパトインテルポルト株式公開会社（鉄道貨物輸送、ウクライナ、Закарпатінтерпорт, ВАТ)
- フレートライナー・ポーランド有限責任会社（鉄道貨物輸送、ポーランド、Freightliner PL Sp. z o.o.）
- 連邦旅客企業体株式公開会社（鉄道旅客輸送、ロシア、ОАО "Федеральная пассажирская компания"）
- 燃料鉄道輸送会社（鉄道貨物輸送、イラン、شرکت حمل و نقل ریلی نیرو）